# Peucetia macroglossa
Peucetia macroglossa är en spindelart som beskrevs av Cândido Firmino de Mello-Leitão 1929. 
Peucetia macroglossa ingår i släktet Peucetia och familjen lospindlar. Inga underarter finns listade i Catalogue of Life.